# Iquitos
Cet article possède un paronyme, voir Iquito.
Iquitos est la capitale du Loreto, département d'Amazonie péruvienne. Située au sein de la forêt amazonienne, l'aire urbaine d'Iquitos est la plus grande agglomération au monde non accessible par la route, mais uniquement par avion ou bateau. 

## Histoire

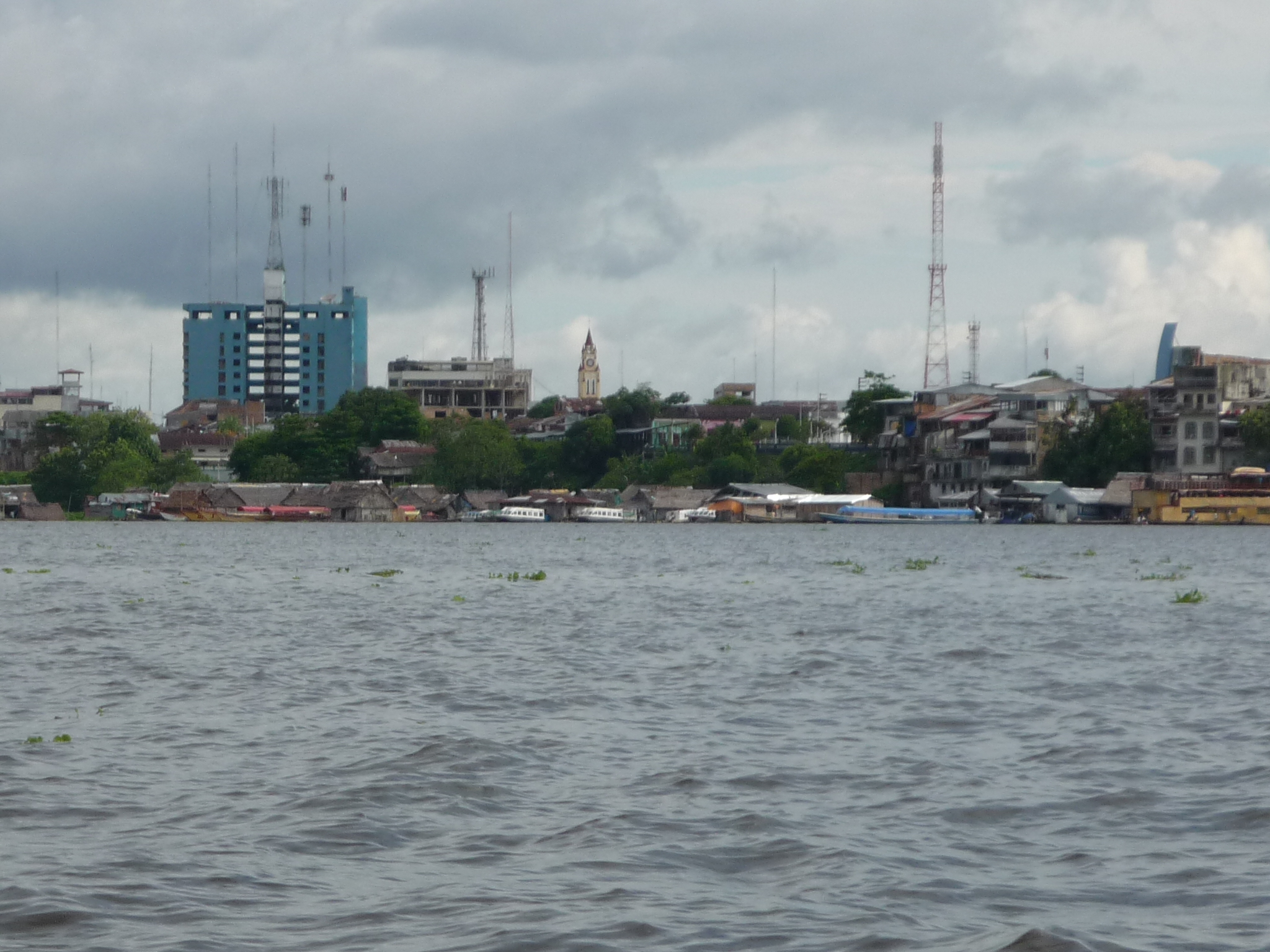
Vue d'Iquitos depuis la rivière Itaya.

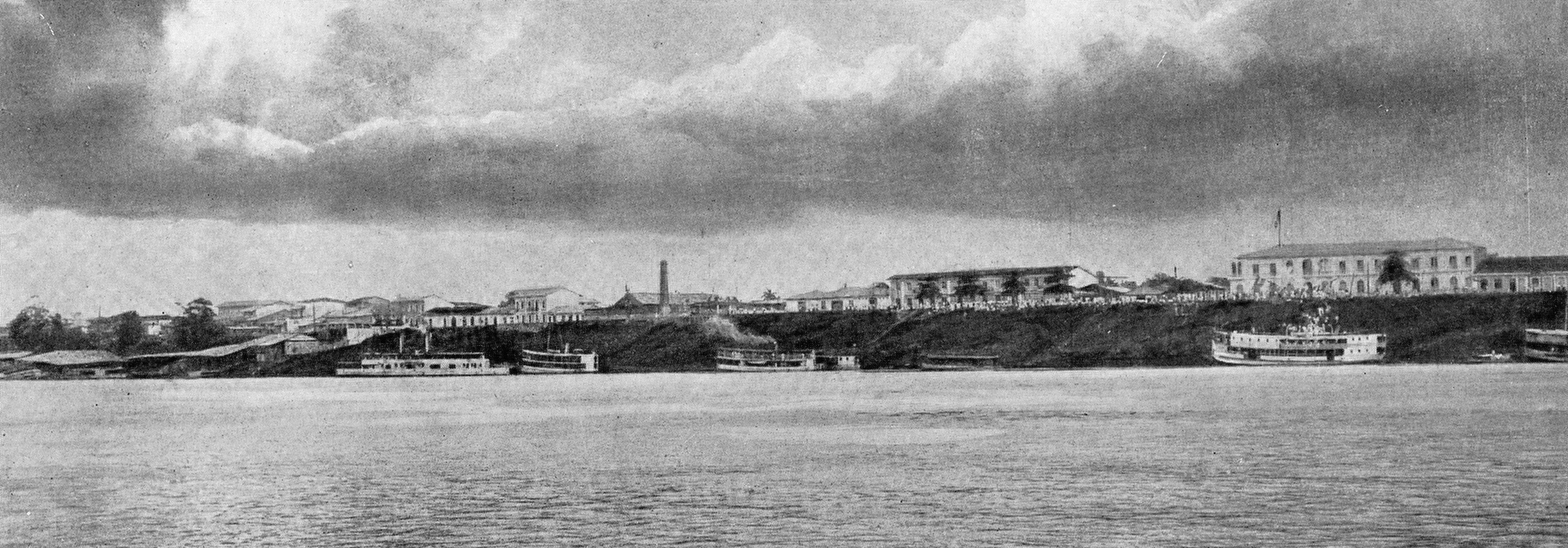
Iquitos dans les années 1920.

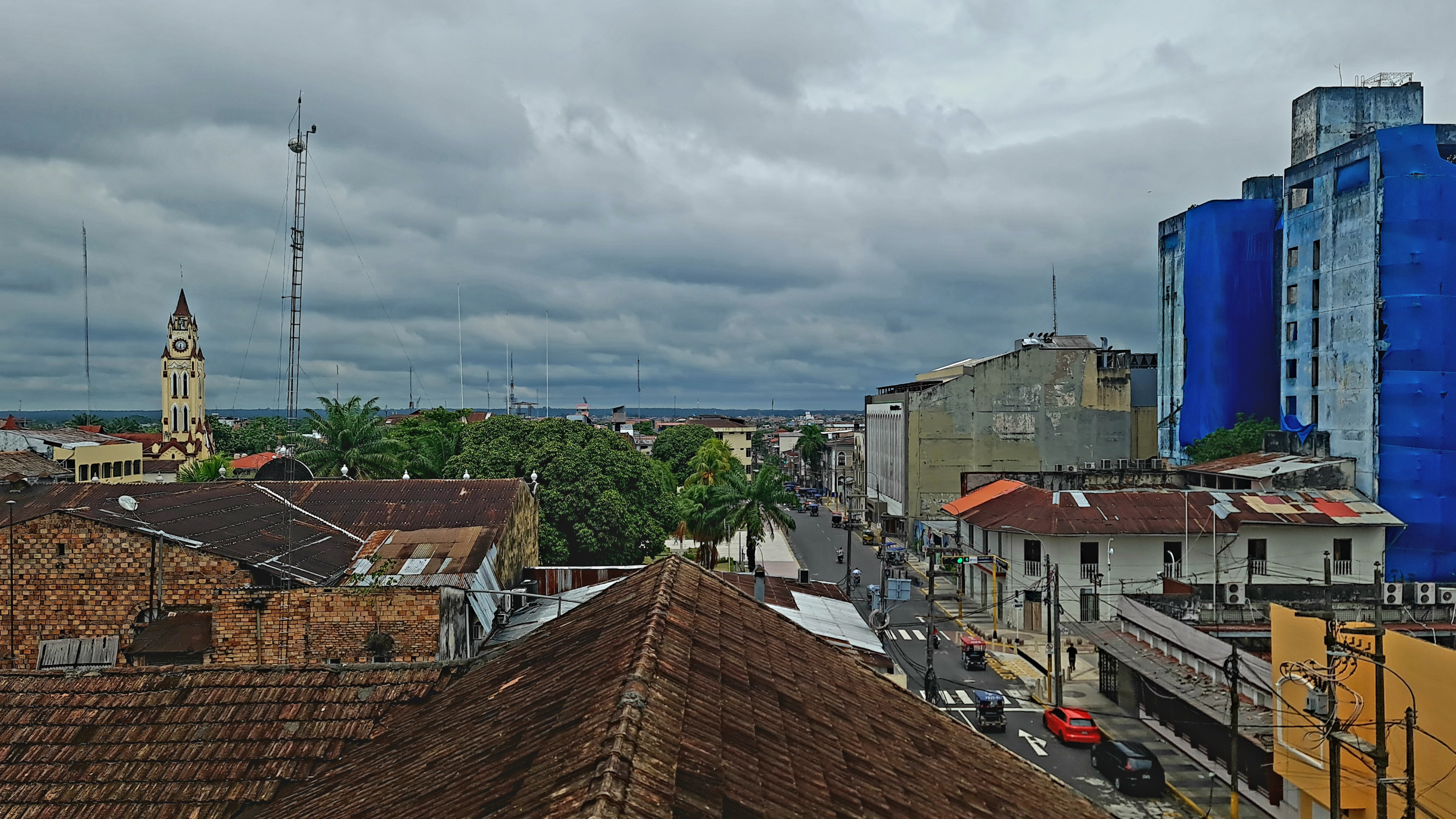
Centre d'Iquitos en 2024.

Marquée par de nombreux déplacements, déjà au XVIe siècle, la région est traversée de part et d'autre par des conquistadores à la recherche de l'Eldorado. En 1640, le père Bahamonte établit les premières réductions du Loreto, là où se trouve actuellement Iquitos. En effet, entre 1640 et 1768 les Jésuites établissent 152 réductions le long de l'Ucayali et du rio Huallaga, pour y réunir 56 000 Indiens et 66 000 autres sur le haut Napo. Les Jésuites et les Franciscains effectueront au XVIIe siècle et XVIIIe siècle une évangélisation rapide et effective du Loreto.
En 1860, Iquitos apparaît officiellement et accueille de nombreux colons. La création un an plus tard du département maritime et militaire du Loreto va lui apporter prospérité et croissance rapide. Grâce à l'ouverture des voies fluviales et à la navigation à vapeur, le développement des échanges et du commerce devient possible. Puis les services publics attirent de nouveaux habitants dès 1863, ce qui permettra de recenser un an après 648 individus.
Pourtant, c'est avec le caoutchouc que la ville va connaître sa plus grande expansion. L'ère du caoutchouc (rubber boom) commence en 1880 et va durer une trentaine d'années ; inscrite dans une stratégie industrielle de premier plan, son marché est mondial. Cependant, l'exploitation de l'hévéa nécessite une main d'œuvre abondante, devant accepter une mobilité régulière, des conditions de travail difficiles et dangereuses, extrait d'une histoire douloureuse pour les indigènes du Loreto, qui ont largement été décimés par le travail forcé pour certains, mais également par les épidémies apportées par les immigrés et les autres travailleurs.

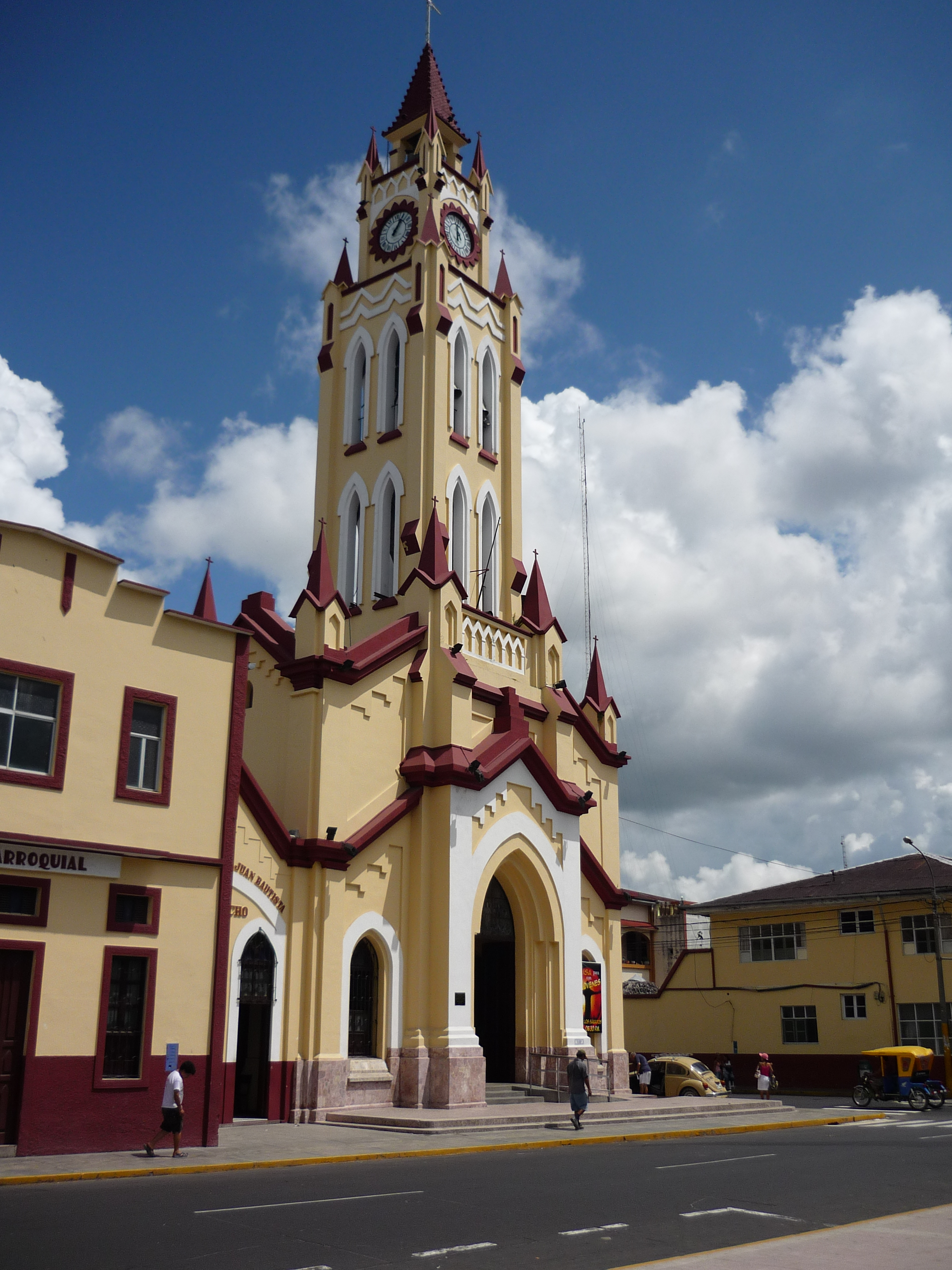
Église mère d'Iquitos.

En 1897, Iquitos compte 10 000 habitants. Reliée à Manaus au Brésil et à Pucallpa par voie fluviale, ses échanges sont de plus en plus importants. Pourtant, en dépit de cette population, en 1903, l'Église ne semble pas encore véritablement implantée. Le père Paulino Diaz, préfet apostolique de San Leon de l'Amazone déplore que la ville n'ait qu'une église, qui plus est provisoire, alors que les tâches du clergé sont nombreuses et urgentes à accomplir : le faible nombre de personnes sachant lire et écrire, ayant reçu une instruction religieuse explique la grande diversité des pratiques religieuses, où se mêlent les traditions indiennes et certains aspects des cultes catholiques.
En 1911, à l'apogée du caoutchouc, la ville comprend 15 000 habitants parmi lesquels de nombreux Chinois, Brésiliens, Espagnols, des Italiens, des Portugais mais aussi quelques Nord-Américains, Allemands, Français, 40 juifs marocains. Cette immigration importante, dans une région difficile d'accès est le résultat d'une urbanisation favorisée par le décollage économique régional. 
Le caoutchouc s'effondre alors au milieu des années 1910, devant l'épuisement des ressources en matières premières. Autour de la ville, les hévéas ont disparu : la méthode d'exploitation ne pouvait effectivement que se conduire à court terme. À la recherche d'autres richesses, les années 1920 seront celles du bois précieux et des résines, et à plus faible échelle celles des animaux que l'on vendra en Europe. Les années 1930 seront marquées par l'or et l'huile qui feront prospérer la ville avant le pétrole.
Aujourd'hui, Iquitos continue d'attirer les immigrés et, avec eux, de nouvelles pratiques et croyances traditionnelles. C'est une ville qui avoisine les 380 000 habitants, où se mêlent les cultures.

## Géographie
Iquitos est une ville établie entre les rivières Amazone, Nanay et Itaya. Elle est accessible par voie fluviale et aérienne. Depuis 2000, une route permet de se rendre jusqu'à la petite ville de Nauta (es).
Important port fluvial sur l'Amazone, accessible aux vapeurs, son débit moyen à Iquitos est déjà de quelque 40 000 mètres cubes par seconde, soit équivalent à celui du fleuve Congo.
Iquitos bénéficie d'un climat équatorial caractérisé par un temps constamment chaud et moite. Les précipitations sont très abondantes toute l'année.
| Mois                              | jan. | fév.  | mars | avril | mai   | juin  | jui.  | août  | sep. | oct.  | nov.  | déc.  | année   |
| --------------------------------- | ---- | ----- | ---- | ----- | ----- | ----- | ----- | ----- | ---- | ----- | ----- | ----- | ------- |
| Température minimale moyenne (°C) | 22,1 | 22    | 22,1 | 22,1  | 21,9  | 21,3  | 20,8  | 21,1  | 21,4 | 21,8  | 22,1  | 23,2  | 21,8    |
| Température maximale moyenne (°C) | 31,6 | 31,7  | 31,9 | 31    | 30,6  | 30,4  | 30,9  | 31,6  | 32,1 | 31,9  | 31,9  | 31,7  | 31,4    |
| Précipitations (mm)               | 279  | 226,7 | 279  | 309,8 | 273,7 | 190,1 | 181,9 | 164,6 | 189  | 241,9 | 260,2 | 282,4 | 2 878,3 |

## Tourisme
La ville attire un grand nombre de touristes venus du monde entier. On observe en particulier un fort développement du tourisme chamanique, autour de la prise d'ayahuasca (Banisteriopsis caapi), une plante hallucinogène utilisée par les Amérindiens,.

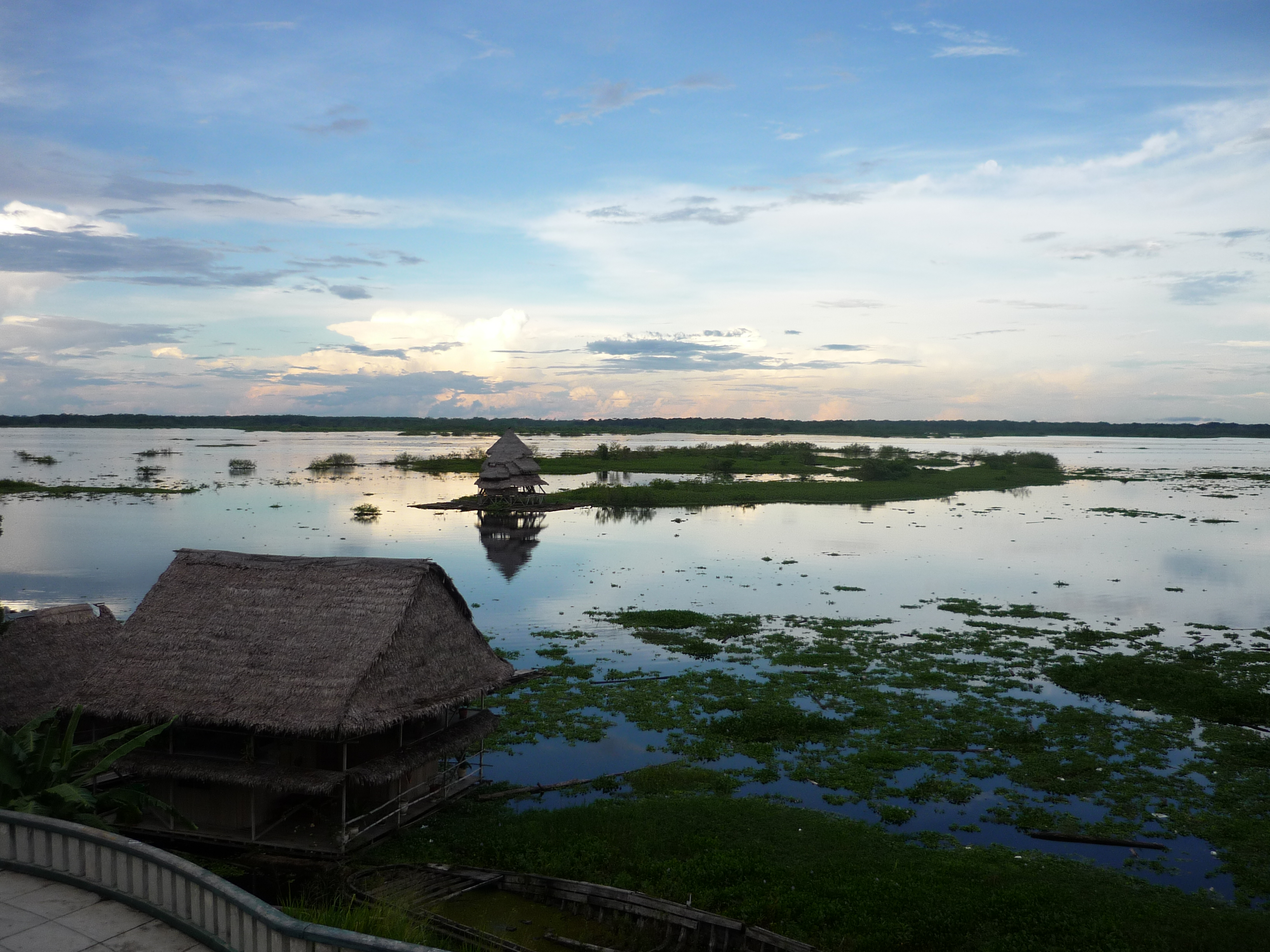
Vue sur la rivière Itaya.
Bateau de transport sur le Nanay.
Centre de médecine ayahuasca.

## Gastronomie

### Lejuane
Le juane est l'un des plats principaux de la cuisine de la jungle péruvienne et est largement consommé au cours de la fête San Juan, célébrée le 24 juin de chaque année.
Le juane est composé notamment de riz, de poulet et d'olives, le tout enroulé dans des feuilles dites hoja de bijao, la feuille de l'Heliconia hirsuta, très ressemblante à la feuille de bananier.
Le plat a été nommé à la mémoire de Jean le Baptiste. Le plat peut avoir une origine précolombienne, mais on sait que l'arrivée des Espagnols et des missionnaires a popularisé l'histoire de saint Jean, Salomé et Hérodiade, et conféré à ce plat le nom de juane en référence à sa forme qui ressemble à une tête coupée, la tête de saint Jean.

### CecinaavecTacacho

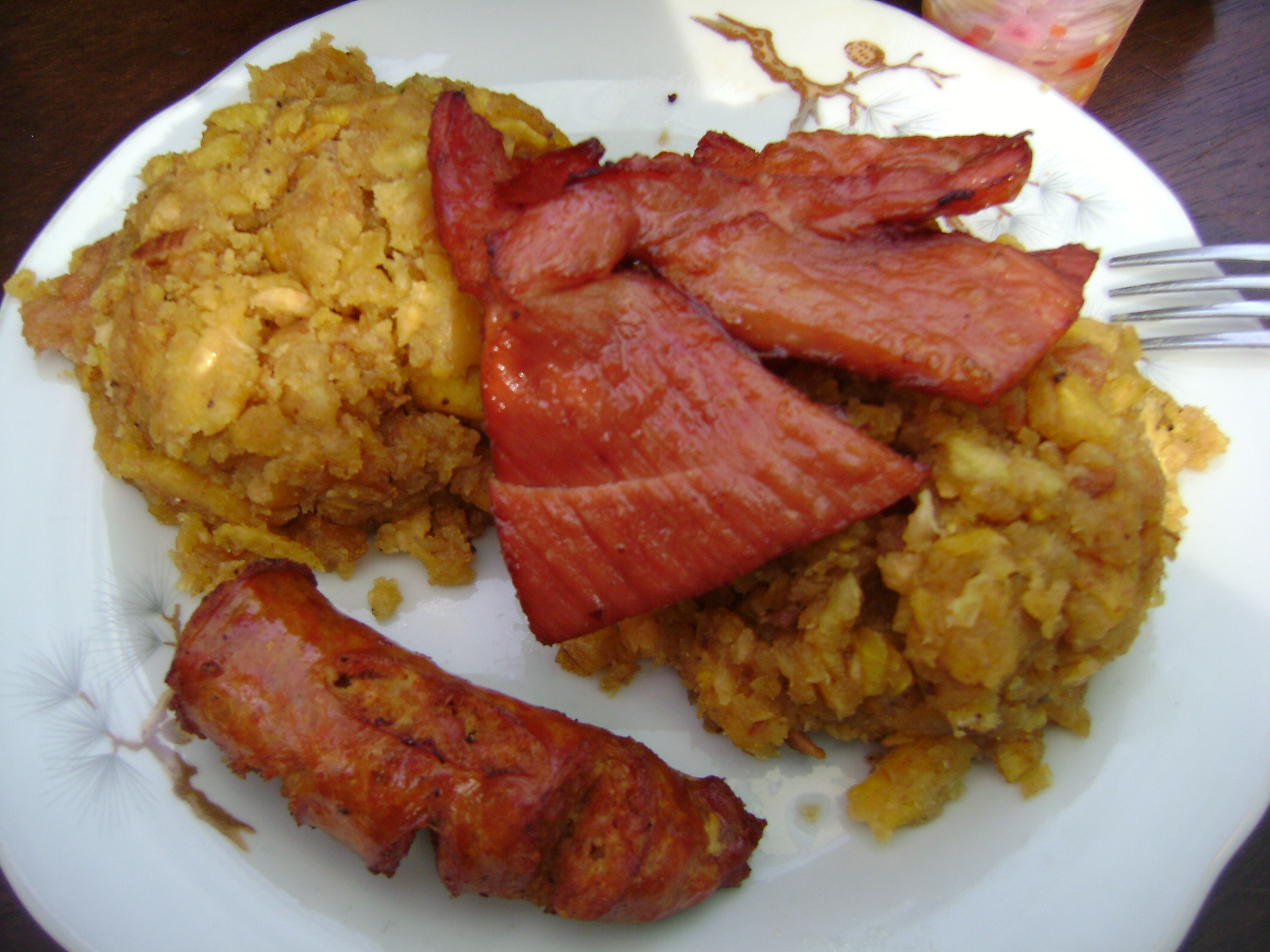
Cecina avec Tacacho.

Le chorizo saccadé est un plat typique d'Iquitos, à base de porc et de banane plantain. Il est répandu dans le reste du pays. Le terme tacacho découle de la chu taka Quechua qui signifie « battre ».
La consommation de tacacho varie selon la région ; à Madre de Dios et San Martín, il faut s'habituer à en consommer au petit déjeuner tandis que dans d'autres régions, c'est un plat servi au déjeuner ou au dîner. Dans la région de San Martín, le tacacho fait partie du repas de Noël.
Dans la région amazonienne de l'Équateur, le plat est connu sous le nom de Bolon ; ce plat a son équivalant dans les Caraïbes, où il est appelé Mofongo.